# اینارا جورج
اینارا مریلند جورج (به انگلیسی: Inara Maryland George؛ زادهٔ ۴ ژوئیهٔ ۱۹۷۴) خواننده-ترانه‌پرداز و موسیقی‌دان آمریکایی می‌باشد.